# Degnbol og Winther
Kenneth Degnbol (født 31. marts 1972)[kilde mangler] og Dagmar Winther (født 4. december 1980)[kilde mangler] er et dansk forfatterpar. Degnbol er uddannet cand.mag. i musik og historie fra Aarhus Universitet, og Winther er uddannet journalist fra Danmarks Medie- og Journalisthøjskole. De er forfattere til krimierne Forkynderen (2013) og Dømt (2022). Kenneth Degnbol arbejder som højskoleforstander på Kalø Højskole, og Dagmar Winther underviser i journalistik på Rønde Højskole på Djursland.

## Krimier
Parret debuterede i 2013 med krimien Forkynderen, udgivet under den engelske titel The Preacher (Little, Brown and Company) og efterfølgende i Danmark (Forlaget Punktum) og 9 yderligere lande, herunder Japan (Hayakawa Publishing).
I 2022 udgav de den selvstændige efterfølger Dømt på Politikens Forlag.